# Deficjencja
Deficjencja – aberracja chromosomowa polegająca na delecji końcowego (dystalnego) odcinka chromosomu.
Zapis ISCN dla przykładowej delecji terminalnej chromosomu 5 od końca ramienia p do q10: 46,XX,del(5)(pter -> q10)